# Never Turn Your Back on a Friend
Never Turn Your Back on a Friend (Nunca des la espalda a un amigo) es el tercer álbum de estudio de la banda galesa de Hard rock Budgie, editado en 1973 por MCA.

## Detalles
Es el último álbum con el baterista original Ray Philips. El sencillo del álbum, Breadfan fue versionado en 1988 por el grupo Metallica para la cara B de su sencillo Harvester of Sorrow y fue incluido en el disco de versiones Garage Inc. . También incluye un cover de la famosa Baby, Please Don't Go... de Big Joe Williams. 
El CD publicado en 2005 incluye tres bonus tracks, una versión de Breadfan registrado durante los ensayos de la gira de 2003, una versión acústica de Parents registrado en 2004 por Shelley Burke y Tony Bourge y el vídeo de Breadfan registrado durante el Old Grey Whisltle Test en 1973.
La portada del disco fue hecha por Roger Dean, quien también trabajó en varios álbumes de la banda de rock progresivo Yes.

## Listado de canciones

### Lado A
| N.º   | Título                                         | Escritor(es)                             | Duración |  |
| 1.    | «Breadfan»                                     | Burke Shelley, Tony Bourge, Ray Phillips | 6:10     |  |
| 2.    | «Baby Please Don't Go»                         | Big Joe Williams                         | 5:31     |  |
| 3.    | «You Know I'll Always Love You»                | Burke Shelley, Tony Bourge, Ray Phillips | 2:15     |  |
| 4.    | «You're The Biggest Thing Since Powdered Milk» | Burke Shelley, Tony Bourge, Ray Phillips | 8:51     |  |
| 22:47 |                                                |                                          |          |  |

### Lado B
| N.º   | Título                                | Escritor(es)                             | Duración |  |
| 5.    | «In The Grip Of A Tyre Fitter's Hand» | Burke Shelley, Tony Bourge, Ray Phillips | 6:30     |  |
| 6.    | «Riding My Nightmare»                 | Burke Shelley, Tony Bourge, Ray Phillips | 2:43     |  |
| 7.    | «Parents»                             | Burke Shelley, Tony Bourge, Ray Phillips | 10:25    |  |
| 19:38 |                                       |                                          |          |  |

## Personal
- Burke Shelley - Bajo, voz.
- Tony Bourge - Guitarras, coros.
- Ray Phillips - Batería.

## Otros créditos
- Kingsley Ward - Ingeniería.
- Pat Morgan - Ingeniería.

Arte y diseño
- Roger Dean - Diseño.
- Fin Costello - Fotografía.